# Geneviève Calame
Geneviève Calame, née le 30 décembre 1946 et décédée le 8 octobre 1993, est une compositrice, pianiste, artiste et éducatrice suisse. 

## Biographie
Geneviève Calame est née à Genève, mais elle est  d'origines gréco-italienne. Sa mère est la poétesse Artémis Calame. Elle étudie le piano à Genève avec Lottie Morel, puis à Rome avec Guido Agosti.  Lauréate de l'Académie musicale Chigiana de Sienne (Sienne), elle poursuit ses études à Genève avec Louis Hiltbrand et Jacques Guyonnet. Elle suit ensuite des cours de composition à Londres avec Pierre Boulez, à Liège avec Henri Pousseur et à Paris avec Jean-Claude Eloy. Elle étudie aussi la technologie électronique et électroacoustique à New York avec Hubert Howe et le plasticien Bill Etra. 
Après avoir terminé ses études, Geneviève Calame travaille en tant que compositrice et joue plusieurs fois comme soliste avec le Studio de Musique Contemporaine (Genève), de 1972 à 1983. En 1971, elle fonde avec Jacques Guyonnet un studio de musique électronique, de vidéo et de multimédia, baptisée ART (Artistic Research Team), à Genève. Elle réalise des vidéos et des installations audiovisuelles à partir du milieu des années 1970, particulièrement grâce au EMS Spectre, un synthétiseur vidéo analogique et digital développé par Richard Monkhouse chez Electronic Music Studios (et rebaptisé plus tard « Spectron »), qu'elle est l'une des premières artistes à utiliser.
En 1972, Calame épouse Jacques Guyonnet. Le couple a eu deux enfants. 
Geneviève Calame met au point une méthode d'enseignement de la musique électronique destinée aux enfants. Elle siège de 1975 à 1993 à la Commission de l'éducation de Genève et enseigne à l'École Supérieure d'Art Visuel de Genève. En 1976, elle  préside la section genevoise de la Société internationale de musique contemporaine. Elle est cheffe de file dans l'art vidéo, produisant notamment plus de cent "peintures" à partir de captures d'images tirées de ses œuvres vidéo. Son travail est présenté à la Serpentine Gallery de Londres, aux Studios ART de Genève, au Musée cantonal des beaux-arts de Lausanne (sur invitation de René Berger), au MIPTV de Cannes, à Rio de Janeiro, etc. Son oeuvre vidéo Labyrinthes fluides est présenté lors d'un programme de films dans le cadre de l'exposition Electric Dreams: Art and Technology Before the Internet à la Tate Modern de Londres en novembre 2024.
Geneviève Calame meurt d'un cancer à Tijuana (Mexique) en 1993.
L’ensemble des archives musicales de Geneviève Calame se trouve à la Fondation Paul Sacher de Bâle.

## Hommages et postérité
En 2019 à Genève, l'association l'Escouade dans le cadre du projet 100Elles* renomme une rue à son nom.

## Travaux
Geneviève Calame a composé pour orchestre, ensemble de chambre, voix, ballet, électronique, ainsi que réalisé des performances et des oeuvres multimédia. Ses œuvres comprennent : 
- L'Oiseau du matin (1972), ballet électronique
- Mantiq-al-Tayr (1973) pour flûte, flûte à contrebasse et quatre sources électroniques
- Différentielle verticale (1974) pour soprano et orchestre symphonique
- Lude (1975) pour harpe seule
- Iral (1975) pour quatre trompettes et quatre trombones
- Géométrie I, II, III (1975-1976) Cassette vidéo
- Le chant remémoré (1975) Cassette vidéo
- Alpha futur (1976) pour orchestre symphonique et soprano
- Labyrinthes Fluides (1976) Cassette vidéo[6]
- Vidéo Tableaux (1976-1977)
- Videocosme (1976) pour le poème électronique de Edgar Varèse, cassette vidéo
- StEpHAnE mAllArmE (1977) ou Un coup de dés jamais n'abolira le hasard... pour orchestre de chambre
- Et l'Œil rêve… (1977) Poème visuel
- Les Aubes d'Onomadore (1978) pour instruments africains et orchestre symphonique
- Le Son-Qui-Fut-Mille (1978) pour quatre sources électroniques et instruments de percussion
- Mandala (1978) pour sept trompettes ou sept voix de femmes
- L'Homme-Miroir (1979) pour orchestre à vent, percussions et quatre sources électroniques
- Je lui dis ... (1980) pour orchestre de chambre
- Oniria (1981) pour piano solo et bande électronique
- Calligrammes (1983-1984) pour harpe et orchestre de chambre
- Océanides (1986) pour orchestre de chambre
- Swing (1986) pour piano
- Sur la margelle du monde (1987) pour orchestre de chambre
- Le Livre de Tchen (1988) pour trois percussionnistes et mime
- Vent solaire (1989-1990) pour shakuhachi et orchestre
- Incantation (1989) pour orgue
- Cantilène (1990) pour violon seul
- Dragon de lumière (1991) pour trois instruments à vent et cinq cordes
- Le chant des sables (1992) pour violoncelle, harpe et gongs
- Echo (1992) pour flûte
- Hi Summer (1993) pour voix, harpe, percussion et synthétiseur[7]